# Quirin op dem Veld von Willich
Quirin op dem Veld von Willich (auch Quirin von Willich, * in Willich; † 9. November 1537 in Köln) war Weihbischof in Köln.

## Leben
Er wurde auf dem bei Willich gelegenem Claashof geboren, der auch „Hof op dem Velde“ genannt wurde. Der heute im Stadtgebiet von Willich gelegene Hof gehörte damals im Gegensatz zum Kirchspiel Willich zum kurkölnischen Amt Kempen, weshalb Quirins Geburtsort oft unpräzise mit Kempen angegeben wird.
Der zum Lic. theol. und 1503 in Köln zum Mag. art. promovierte Quirin op dem Veld von Willich lehrte von 1505 bis 1525 an der Bursa Laurentiana zu Köln und war zugleich Pfarrer von St. Andreas zu Korschenbroich.
Als Titularbischof von Cyrene und Weihbischof in Köln sind von ihm Amtshandlungen am 16. März 1519 und am 7. Mai 1525 belegt.
Als Theologe und Prediger sprach er sich strikt gegen reformatorische Tendenzen aus. 1526 wurde er von Erzbischof Hermann V. zum Pfarrer von Kempen ernannt. Mit der Ernennung ignorierte der Erzbischof den Abt von Gladbach, Aegidius von Bocholtz, dem eigentlich die Ernennung der Pfarrer von Kempen zustand, der sich darüber beim Papst in Rom beschwerte. Rom entschied erst 1554 zugunsten des Abtes, als Quirin bereits lange gestorben war.
Er starb 1537 und wurde nach seinem Tod im Kölner Augustinerinnenkloster St. Maximin beigesetzt.